# Elgin Sewing Machine and Bicycle Company
Elgin Sewing Machine and Bicycle Company war ein US-amerikanisches Unternehmen.

## Unternehmensgeschichte
Das Unternehmen aus Elgin in Illinois stellte ursprünglich Nähmaschinen her. 1896 zerstörte ein Sturm einen Teil des Werks. 1899 stellte es auch Automobile her. Der eigene Markenname lautete Elgin. Außerdem entstanden Fahrzeuge für die American Electric Vehicle Company aus Chicago. Ende 1899 wurde das Unternehmen aufgelöst.
Es gab keine Verbindung zu Elgin Motors, die ein paar Jahre später ebenfalls Fahrzeuge der Marke Elgin herstellte.

## Fahrzeuge
Im Angebot standen Elektroautos. Bei einer Geschwindigkeit von 13 km/h war eine Reichweite von 120 km garantiert. Der Neupreis betrug 1200 US-Dollar. Insgesamt entstanden fünf Fahrzeuge mit dem eigenen Markennamen, von denen Montgomery Ward zwei Stück kaufte.